# Dépression du Touran
 (septembre 2016).
Si vous disposez d'ouvrages ou d'articles de référence ou si vous connaissez des sites web de qualité traitant du thème abordé ici, merci de compléter l'article en donnant les références utiles à sa vérifiabilité et en les liant à la section « Notes et références ».
La dépression du Touran, dépression touranienne ou encore bassin touranien est une dépression désertique qui s’étend du sud du Turkménistan, traverse l’Ouzbékistan et se termine au Kazakhstan. Le creux topographique relie l’est de la mer Caspienne au sud-est de la mer d’Aral dans la vaste dépression aralo-caspienne, mais s’étend en partie au-dessus du niveau de la mer également. Elle constitue l’une des plus grandes étendues de sable du monde.

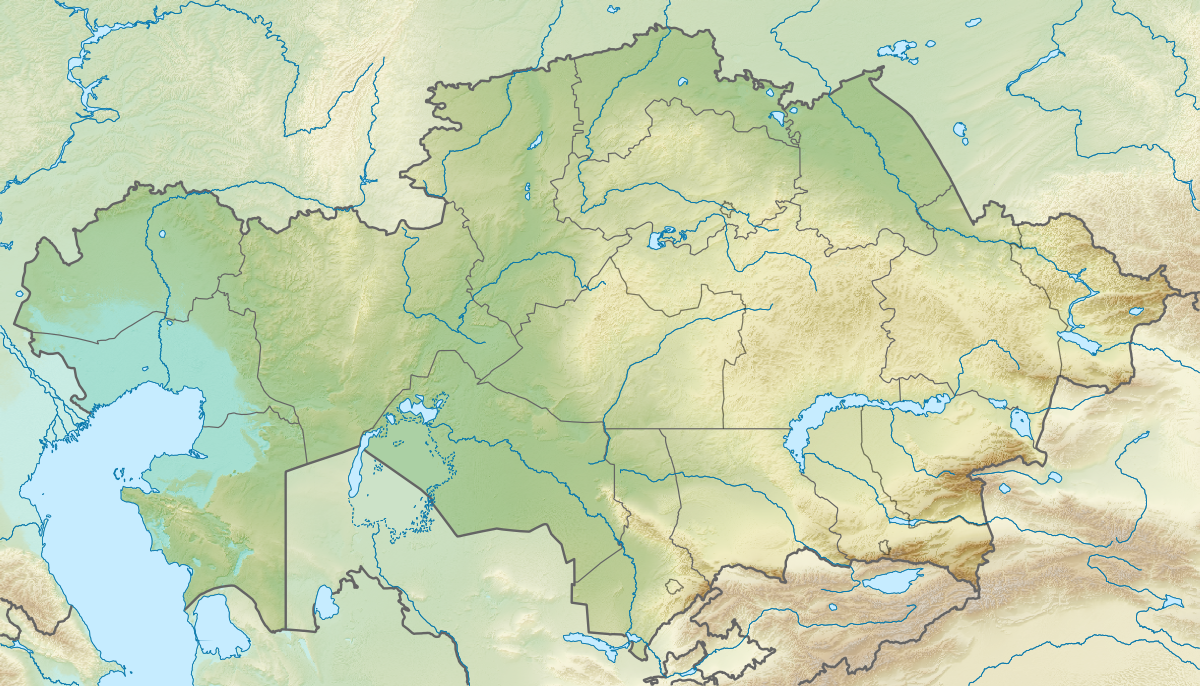
Relief du Kazakhstan.

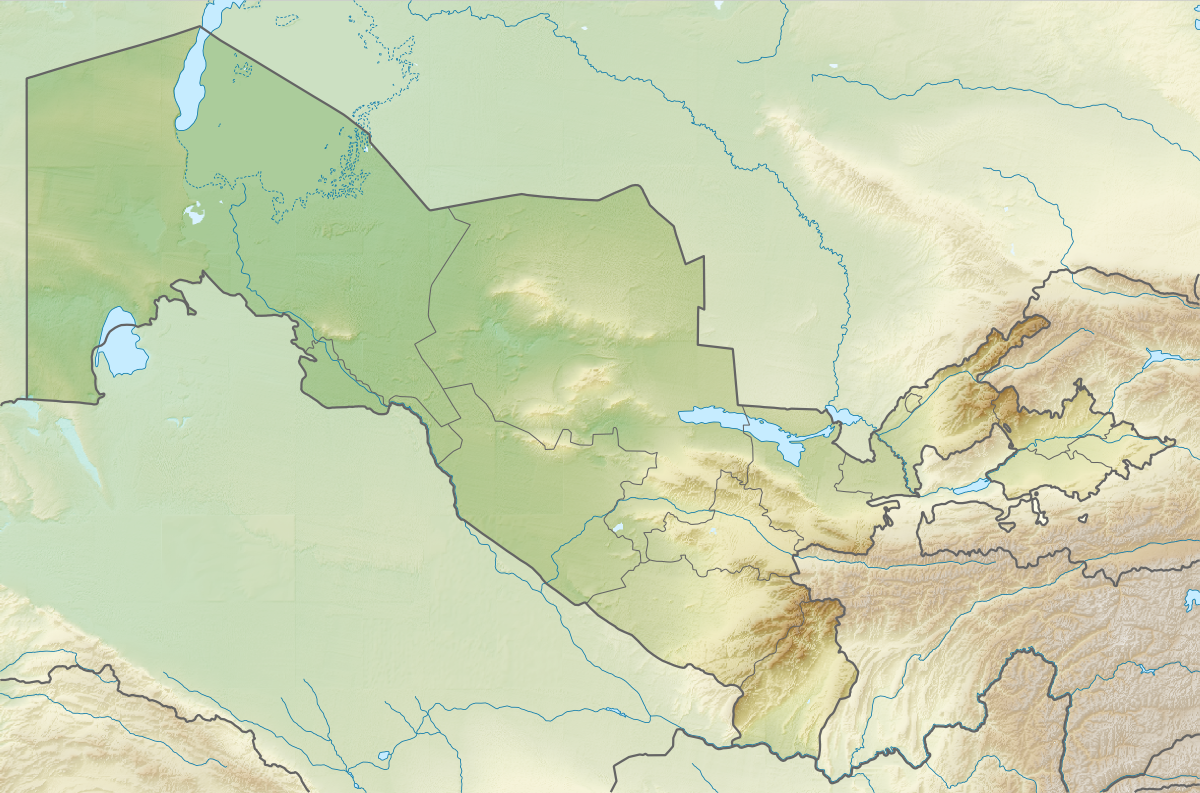
Relief de l'Ouzbékistan.

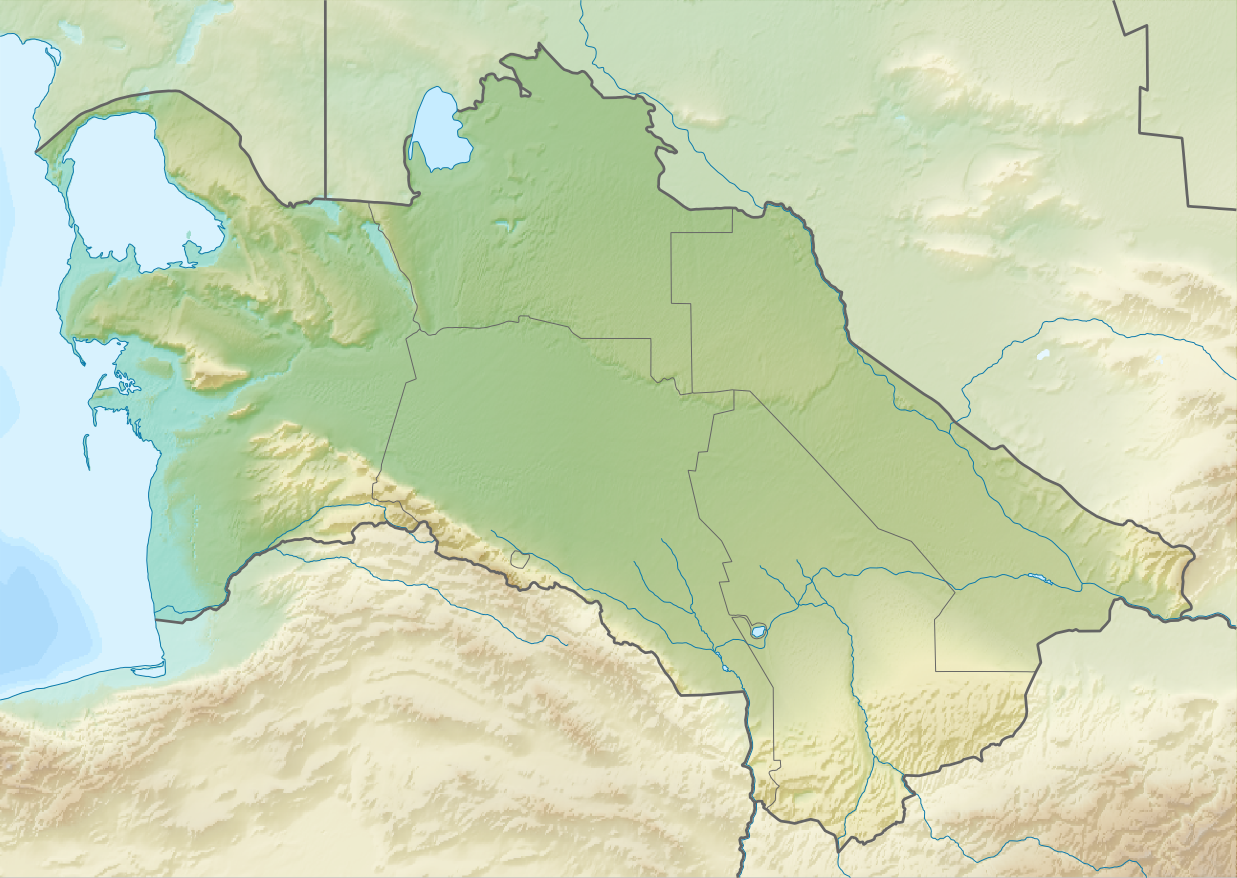
Relief du Turkménistan.

## Hydrographie
La rivière Amou-Daria coule dans une direction sud-nord-ouest vers la dépression.

## Climat
En moyenne, la région reçoit moins de 381 mm de pluie par an. Le désert du Karakoum est situé dans la partie méridionale de la dépression.

## Urbanisme
Les trois villes les plus importantes de la dépression sont Daşoguz au Turkménistan et Noukous et Ourguentch en Ouzbékistan.
La localité de Vpadina Akchanaya (Turkménistan) est située à 81 mètres sous le niveau de la mer.